# Marie Vandewart-Blaschke
Marie Vandewart-Blaschke (* 27. Juli 1911 in Berlin; † 1. März 2006 in Auckland) war eine neuseeländische Cellistin und Musikpädagogin deutscher Herkunft.

## Leben
Marie Vandewart wuchs als zweite von drei Töchtern des Berliner Schiffsbauingenieurs Eugen Vandewart (21. September 1885–10. November 1941) und seiner Ehefrau Anna Vandewart, geb. Markus (28. Dezember 1885–10. November 1941) zusammen mit ihren beiden Schwestern Eva und Gertrude in Berlin-Charlottenburg auf. Das liberale jüdische Elternhaus ermöglichte seinen Kindern eine umfassende Bildung und förderte vor allem ihre musikalischen Interessen. Zu Beginn der 1930er Jahre begann Marie Vandewart ein Musikstudium an der Berliner Hochschule für Musik u. a. bei Otto Niedermeyer und Enrico Mainardi, außerdem nahm sie Privatunterricht bei Emanuel Feuermann. Während ihres Studiums gehörte sie zum Freundeskreis der musikinteressierten Familie Peschko, in deren Haus in Berlin-Lichterfelde sie 1933 bei einer Party ihren späteren Ehemann Alfons Blaschke (1906–2002) kennenlernte, einen Sozialarbeiter, der dort zur Untermiete wohnte.
Zunehmende Repressionen des nationalsozialistischen Regimes in den 1930er Jahren, die schließlich zur Zwangsexmatrikulation Maries an der Berliner Musikhochschule führten, ließen in ihr und Alfons Blaschke den Entschluss zu Emigration reifen. Eine zufällige Begegnung mit zwei neuseeländischen Touristen in Berlin gab das Ziel vor. Marie Vandewart emigrierte im April 1939 zunächst nach England, wo auf Betreiben der Eltern bereits ihre beiden Schwestern lebten, und traf im Juli 1939 in Wellington in Neuseeland ein. Alfons Blaschke wollte ihr wenig später folgen, schaffte es jedoch – wenige Tage vor Kriegsausbruch – nur bis nach England, wo er als „feindlicher Ausländer“ interniert und bis Kriegsende an der Weiterreise nach Neuseeland gehindert wurde.
Marie Vandewarts Eltern konnten Deutschland nicht mehr rechtzeitig verlassen und entzogen sich im November 1941 durch ihren gemeinsamen Freitod in Berlin-Charlottenburg dem Deportationsbefehl. Zur Erinnerung an das Ehepaar Vandewart wurden am 9. August 2014 zwei „Stolpersteine“ vor dem Haus Kirschenallee 5 in Berlin-Charlottenburg verlegt. Der an ihrem Todestag verfasste Abschiedsbrief an die drei Töchter wurde erst 2012 im Rahmen eines Forschungsprojekts der Berliner Humboldt-Universität gefunden.
Maries Anfänge in Neuseeland gestalteten sich schwierig. Zur Existenzsicherung nahm sie diverse Arbeiten u. a. in der Universitätsbibliothek Wellington und als Krankenschwester am „Wellington Hospital“ an, wurde im Rahmen der neuseeländischen Flüchtlingshilfe zeitweise von einem Farmer aus Gisborne unterstützt und konnte nebenbei ihre in Berlin unterbrochene musikalischen Tätigkeit wiederaufnehmen. Sie gab eine Reihe von Konzerten, die teilweise vom neuseeländischen Rundfunk übertragen wurden. 1942 gründete sie zusammen mit der neuseeländischen Pianistin Dorothy Davies (1899–1987) und der ebenfalls aus Berlin stammenden Geigerin Erika Schorss (1908–2009) das „Dorothy Davies Trio“.
Alfons Blaschke war es auch nach Kriegsende 1945 nicht sofort möglich, seiner Verlobten nach Neuseeland zu folgen. So kehrte Marie im Mai 1946 nach Europa zurück, und sie heirateten in London. Nach der Geburt des ersten Sohns Anthony lebte die Familie in ärmlichen Verhältnissen außerhalb Londons, zeitweise auch in der Nähe von Birmingham. Im März 1951 konnte die Familie endlich gemeinsam nach Neuseeland ausreisen.
Der Neuanfang der nach der Geburt des zweiten Sohnes Paul in Neuseeland noch gewachsenen Familie war wiederum nicht einfach. Marie unterrichtete viel in Wellington und Umgebung, so (ab 1960) an der Chilton St James School in Lower Hutt. Außerdem wirkte sie wieder an öffentlichen Konzerten mit, war Gründungsmitglied und „principal cellist“ des Alex Lindsay String Orchestra, mit dem sie manchmal auch als Solistin auftrat. Sie spielte sehr viel Kammermusik, unter anderem als Cellistin des Francis Rosner Quartetts, dem ersten professionellen Streichquartett-Ensemble Neuseelands, gab aber auch Soloabende und führte – wohl erstmals in Neuseeland – alle sechs Suiten für Violoncello solo von Johann Sebastian Bach auf. Außerdem nahm sie an mehrere Tourneen von Donald Munros neugegründeter „New Zealand Opera Company“ teil und spielte gelegentlich im „National Orchestra“, dem heutigen New Zealand Symphony Orchestra.
1961 nahm Marie Vandewart einen Ruf an das neugegründete Music Department der Universität Auckland an, dem sie 15 Jahre lang angehörte. Ihre Lehrtätigkeit weitete sie auf die Cambridge Music Schools von Ron Dellow aus. Ein Freisemester 1968/69 ermöglichte ihr den Aufenthalt bei Suzuki Shin’ichi in Matsumoto/Japan, wo sie die nach ihm benannte Suzuki-Methode kennenlernte, die ihre weitere Lehrtätigkeit entscheidend beeinflusste.
Nach altersbedingtem Ausscheiden aus dem Hochschuldienst übersiedelte die Familie 1977 nach Auckland. Marie Vandewart lehrte privat weiter und widmete sich verstärkt der Alten Musik, spielte diverse Gamben, und Alfons Blaschke baute die für die entsprechenden Aufführungsabende notwendigen Cembali nach historischen Vorbildern aus Europa nach.
Marie Vandewart und Alfons Blaschke engagierten sich seit den 1950er Jahren auch in der Friedensbewegung, vor allem gegen den Vietnamkrieg und das südafrikanische Apartheidsregime – Marie war aktives Mitglied von „Women’s International Movement for Peace and Freedom“ –, sowie auf dem Gebiet des Umweltschutzes, was sich in ehrenamtlichem Engagement für Greenpeace und die „Green Party“ Neuseelands äußerte.
Nach dem Tode der Eltern stifteten ihre beiden Söhne 2007 den Marie Vandewart memorial award, der alljährlich an junge Nachwuchsmusiker Neuseelands verliehen wird.